# Чешка равнина
Чешката равнина (на чешки: Česká tabule) е равнина в Северна Чехия.
С площ около 11 хиляди квадратни километра и средна надморска височина 228 метра, тя представлява понижение в североизточната част на Чешкия масив. Граничи със Судетите на североизток, Чешко-Моравските възвишения на юг, Берунските възвишения на запад и Рудните планини на северозапад. Отводнява се от горното течение на река Елба и нейните притоци. В Чешката равнина са разположени градовете Храдец Кралове и Пардубице, както и най-североизточните части на столицата Прага.